# تاكاهيتو أمير ميكاسا
تاكاهيتو أمير ميكاسا (باليابانية: 三笠宮崇仁親王)‏ (2 ديسمبر 1915 - 27 أكتوبر 2016) كان أحد أعضاء العائلة الإمبراطورية اليابانية والخامس في خط الخلافة على العرش الياباني ويعتبر الابن الرابع والأصغر للإمبراطور تايشو.

## وفاته
توفي في يوم 27 أكتوبر 2016 بعد معاناه طويلة مع أمراض في القلب والرئة عن عمر يناهز 100 عام.